# Akebono Tarō
Pour les articles homonymes, voir Akebono (homonymie).
Akebono Tarō (曙太郎), né Chadwick George Ha'aheo Rowan le 8 mai 1969 à Oahu (Hawaï) et mort début avril 2024 à Tokyo, est un lutteur de sumo, un kick-boxeur, un pratiquant d'arts martiaux mixtes et un catcheur (lutteur professionnel) d'origine américaine naturalisé japonais.
Lutteur de sumo de 1988 à 2001, il est le 64e yokozuna et rend ce sport plus populaire en dehors du Japon. Dans ce sport, il remporte 11 tournois. Il arrête sa carrière en janvier 2001 à la suite de blessures répétées au genou. 
Il devient kick-boxeur et combattant d'arts martiaux mixtes au sein du K-1 fin 2003. Ce changement de sport s'avère décevant au niveau sportif puisqu'il ne remporte qu'un combat de kick-boxing sur neuf disputés et perd ses quatre matchs d'arts martiaux mixtes.
Il devient catcheur en 2005 d'abord aux États-Unis au sein de la World Wrestling Entertainment puis au Japon. Dans ce divertissement, il connaît le succès à l'All Japan Pro Wrestling, devenant champion poids-lourds Triple Crown à deux reprises, champion du monde par équipe avec Taiyō Kea puis avec Yutaka Yoshida et champion par équipe All Asia à deux reprises avec Ryota Hama.

## Biographie

### Jeunesse

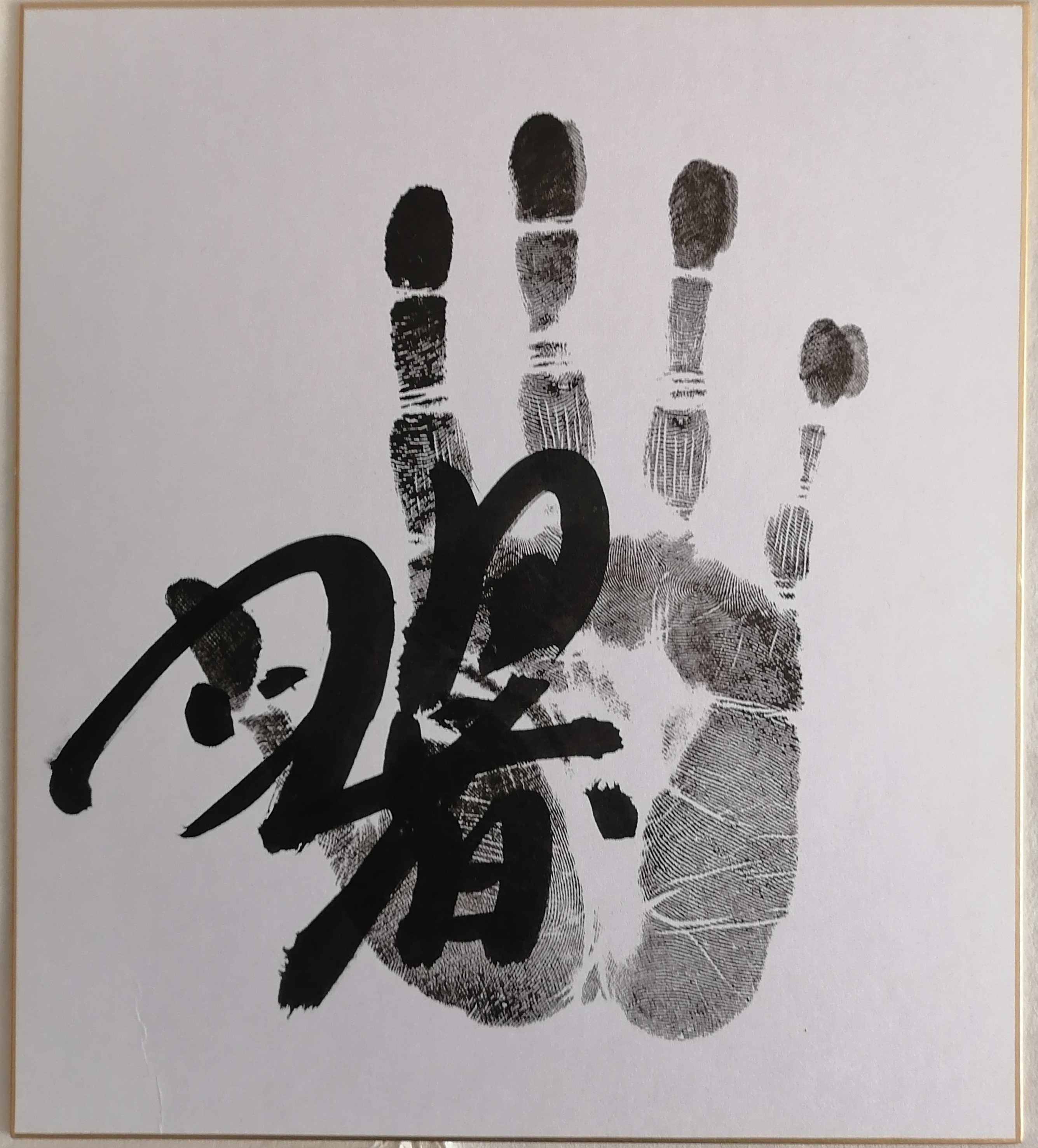
Tegata originale (signature et empreinte de la main) du Yokozuna Akebono

Rowan grandit à Waimanalo sur l'île d'Oahu. Durant son adolescence, il travaille dans un hôtel où il rencontre des entraîneurs de l'écurie de sumo Azumazeki qui le convainquent d'aller au Japon.

### Sumo
Début 1988, il part au Japon rejoindre l'écurie Azumazeki dirigée par l'ancien lutteur hawaïen Takamiyama Daigorō (en). Il débute dans le sumo en mars 1988, à l'instar de ses deux futurs grands rivaux Takanohana Kōji et Wakanohana Masaru, et Kaiō Hiroyuki.
Il accède à la première division, makuuchi, en août 1990, puis obtient un grade san'yaku (komusubi) pour la première fois en février 1991. En juin 1992, il devient ōzeki, le deuxième plus haut grade.
Akebono est le premier sumotori non-japonais à accéder au grade de yokozuna (« champion suprême »), le plus élevé dans la hiérarchie du sumo, le 27 janvier 1993. Bien qu'il soit un étranger, il a été reconnu comme ayant la qualité de hinkaku (dignité inhérente à la profession de lutteur de sumo).
Il se retire en janvier 2001 pour cause de blessures après treize ans de compétitions, en ayant remporté onze grands tournois (yūshō).

### Carrière de kick-boxeur
En novembre 2003, Akebono annonce dans une conférence de presse qu'il vient de signer un contrat avec la K-1 comme kick-boxeur et combattant d'arts martiaux mixtes. Il déclare alors qu'il souhaite se lancer un nouveau défi. Quelques jours plus tard, la K-1 annonce qu'il va affronter Bob Sapp le 31 décembre. Il s'entraîne pendant deux mois mais cela ne l'empêche pas de perdre par KO après moins de trois minutes de combat.
Il perd son second combat face à Musashi le 27 mars 2004 par décision unanime. Le 25 septembre, il se fait éliminer au premier tour du tournoi K-1 World Grand Prix 2004 in Tokyo par Remy Bonjasky qui le met K.O au début de la troisième reprise.
Pour son second tournoi en K-1 le 19 mars 2005, il passe le premier tour après sa victoire par décision face à Nobuaki Kakuda (en) avant de se faire sortir par Choi Hong-man quand son entraîneur décide d'abandonner. Le K-1 décide d'organiser un match revanche entre Akebono et Choi le 29 juillet à Hawaï où l'arbitre décide d'arrêter le combat vers la fin de la première reprise quand Akebono tombe pour la seconde fois,.
| Résultat | Record | Adversaire          | Méthode                      | Événement                                 | Date              | Round | Temps | Lieu      | Notes                          |
| -------- | ------ | ------------------- | ---------------------------- | ----------------------------------------- | ----------------- | ----- | ----- | --------- | ------------------------------ |
| Défaite  | 0-1    | Bob Sapp            | KO (crochet du droit)        | K-1 PREMIUM 2003 Dynamite!!               | 31 décembre 2003  | 1     | 2:58  | Nagoya    | Premier combat d'Akebono Tarō. |
| Défaite  | 0-2    | Musashi             | Décision unanime             | K-1 World Grand Prix 2004 in Saitama      | 27 mars 2004      | 3     | 3:00  | Saitama   |                                |
| Défaite  | 0-3    | Zhang Qing Jun      | Décision unanime             | K-1 World Grand Prix 2004 in Seoul        | 17 juillet 2004   | 3     | 3:00  | Séoul     |                                |
| Défaite  | 0-4    | Rick Roufus         | Décision unanime             | K-1 World Grand Prix 2004 in Las Vegas II | 7 août 2004       | 3     | 3:00  | Las Vegas |                                |
| Défaite  | 0-5    | Remy Bonjasky       | KO (coup de pied droit haut) | K-1 World Grand Prix 2004 in Tokyo        | 25 septembre 2004 | 3     | 0:33  | Tokyo     |                                |
| Victoire | 1-5    | Nobuaki Kakuda (en) | Décision                     | K-1 World Grand Prix 2005 in Seoul        | 19 mars 2005      | 3     | 3:00  | Séoul     |                                |
| Défaite  | 1-6    | Choi Hong-man       | KO (abandon du coin)         | K-1 World Grand Prix 2005 in Seoul        | 19 mars 2005      | 1     | 0:24  | Séoul     |                                |
| Défaite  | 1-7    | Choi Hong-man       | KO (arrêt de l'arbitre)      | K-1 World Grand Prix 2005 in Hawaii       | 29 juillet 2005   | 1     | 2:52  | Honolulu  |                                |
| Défaite  | 1-8    | Choi Hong-man       | KO                           | K-1 World Grand Prix 2006 in Sapporo      | 30 juillet 2006   | 2     | 0:57  | Sapporo   |                                |

### Carrière de combattant d'arts martiaux mixtes
Son contrat avec la K-1 lui permet aussi de faire des combats d'arts martiaux mixtes. Pour son premier combat le 31 décembre 2004, il se fait soumettre par Royce Gracie qui lui inflige une clé de poignet après un peu plus de deux minutes de combat.
| 4 combats      | 0 victoires | 4 défaites |
| Par KO         | 0           | 0          |
| Par soumission | 0           | 3          |
| Sur décision   | 0           | 1          |

| Résultat | Record | Adversaire        | Méthode                                 | Événement                     | Date             | Round | Temps | Lieu         | Notes                                   |
| -------- | ------ | ----------------- | --------------------------------------- | ----------------------------- | ---------------- | ----- | ----- | ------------ | --------------------------------------- |
| Défaite  | 0-1    | Royce Gracie      | Soumission (clé de poignet)             | K-1 Premium 2004 Dynamite!!   | 31 décembre 2004 | 1     | 2:13  | Osaka, Japon | Premier combat en arts martiaux mixtes. |
| Défaite  | 0-2    | Bobby Ologun      | Décision unanime                        | K-1 - Premium 2005 Dynamite!! | 31 décembre 2005 | 3     | 3:00  | Osaka, Japon |                                         |
| Défaite  | 0-3    | Don Frye          | Soumission (étranglement en guillotine) | K-1 - Hero's 5                | 3 mai 2006       | 2     | 3:50  | Tokyo, Japon |                                         |
| Défaite  | 0-4    | Paulo Cesar Silva | Soumission (kimura)                     | K-1 - Premium 2006 Dynamite!! | 31 décembre 2006 | 1     | 1:02  | Osaka, Japon |                                         |

### Carrière de catcheur

#### Débuts à la World Wrestling Entertainment (2005)
Akebono a fait une apparition à la WWE (Wrestlemania 21 le 3 avril 2005) en battant le Big Show dans un combat de sumo qui s'est fini sur un câlin entre les deux catcheurs.
Il poursuit en effet une carrière dans le catch, où il trouve l'épanouissement, luttant désormais sous le pseudonyme de Bono kun. Lors de Freedom Fight, il perd contre Brodie Lee.

#### New Japan Pro Wrestling
Le 19 mars 2006, il perd contre Brock Lesnar et ne remporte pas le IWGP Heavyweight Championship. Lors de 40th Anniversary Tour Kizuna Road Nuit 8, Blue Justice Army, Togi Makabe et lui battent Suzuki Army. Lors de 40th Anniversary Tour Kizuna Road Nuit 9, Hirooki Goto, Hiroshi Tanahashi et lui battent CHAOS et Masato Tanaka.

#### Pro Wrestling Zero1
Lors de ZERO1 LifexShoutxWin, Mineo Fujita, Takuya Sugawara et lui perdent contre Atsushi Onita, Hideki Osaka et Ichiro Yaguchi dans un Scramble Bunkhouse Street Fight Match. Lors de Happy New Year, il bat Jason New et Jo Kyung-ho dans un Handicap Match. Lors de Change The World, Daisuke Sekimoto et lui battent Kohei Sato et Zeus et remportent les NWA Intercontinental Tag Team Championship vacant.

#### All Japan Pro Wrestling
Lors de New Year Shining Series 2013 New Year 2 Days - Tag 2, il bat Joe Doering pour devenir no 1 contender au Triple Crown Championship. Lors de New Year Shining Series 2013 - Tag 8, il perd contre Masakatsu Funaki et ne remporte pas le Triple Crown Championship. Le 27 octobre 2013 il bat Suwama et remporte le AJPW Triple Crown Heavyweight Championship. Le 24 novembre, il conserve son titre contre Joe Doering.Le 3 janvier 2014, il conserve son titre contre Takao Omori. Le 23 février, il conserve son titre contre Gō Shiozaki. Le 18 mars, il conserve son titre contre Kento Miyahara.

#### Indépendant
Lors de Ribera Steakhouse Produce Naniwa Big Fireworks, il perd contre Atsushi Onita dans un No Ropes Barbed Wire Explosion Double Hell, Exploding Barbed Wire Bat & Exploding Barbed Wire Chair Death Match.

#### Palmarès
- All Japan Pro Wrestling
  - 2 fois AJPW All Asia Tag Team Championship avec Ryota Hama
  - 2 fois AJPW Triple Crown Heavyweight Championship
  - 2 fois AJPW World Tag Team Championship avec Taiyo Kea (1) et Yutaka Yoshie (1)
  - Ōdō Tournament (2013)
  - January 2 Korakuen Hall Heavyweight Battle Royal (2010)
  - Champion Carnival (2015)

- Dragon Gate
  - 1 fois Open the Triangle Gate Championship avec Masaaki Mochizuki et Don Fujii

- Dramatic Dream Team
  - 1 fois KO-D 6-Man Tag Team Championship avec  Sanshiro Takagi et  Toru Owashi

- Pro Wrestling Zero1
  - 3 fois NWA Intercontinental Tag Team Championship avec Shinjiro Otani (1), Daisuke Sekimoto (1) et Shogun Okamoto (1)
  - 1 fois NWA Pan-Pacific Premium Heavyweight Championship
  - 1 fois World Heavyweight Championship
  - Furinkazan (2009) avec Shinjiro Otani

### Cinéma
Akebono Tarō a fait une apparition dans son propre rôle dans le film Ocean's Thirteen en 2007.

### Mort
En avril 2017, Akebono Tarō est victime d'une grave défaillance cardiaque après un combat pour la DDT, une fédération japonaise de catch. Il reste alité pendant six mois, avant de pouvoir commencer sa rééducation. Ayant perdu 60 kg après l'accident, il est toujours hospitalisé en août 2018, bien qu'il puisse alors se déplacer seul en fauteuil roulant sur de courtes distances.
Il meurt à 54 ans d'une insuffisance cardiaque au début du mois d'avril 2024.

### Bande dessinée
En 2013, le premier tome d'une bande dessinée biographique nommée Yokozuna dessinée par Marc Van Straceele et scénarisée par Jérôme Hamon sort chez l'éditeur Kana, la BD traite des débuts d'Akebono Tarō en tant que sumo professionnel. Le deuxième et dernier tome sort la même année.